# Pommereschea
Genre
Synonymes
Classification APG III (2009)
Pommereschea est un genre de plantes de la famille des Zingiberaceae. Il était nommé Pommereschia avant septembre 2011 par World Checklist of Selected Plant Families (WCSP) (15 sept. 2011).
Ce genre fut décrit pour la première fois par Ludwig Wittmack en 1895 dans la publication Gartenflora, N°44, page 131, en allemand et en latin sous le titre "Pommereschea Lackneri Wittmack, n.g. et n.s. Eine neue Gattung und Art der Zingiberaceae".

## Liste d'espèces
Selon World Checklist of Selected Plant Families (WCSP) (19 sept 2011) :
- Pommereschea lackneri Witte (1895)
- Pommereschea spectabilis (King & Prain) K.Schum. (1904)

Selon NCBI (19 sept 2011) :
- Pommereschea lackneri